# Cárcel de Herrera de la Mancha
La cárcel de Herrera de La Mancha es una prisión española ubicada en el término municipal de Manzanares, en la provincia de Ciudad Real. En el momento de su inauguración constituyó una de las primeras prisiones de máxima seguridad que se construyeron en España. 
Su construcción fue proyectada por el arquitecto Manuel Sainz de Vicuña García-Prieto durante el gobierno de UCD. Se terminó de construir en febrero de 1979 y se inauguró el 22 de junio del mismo año. En ella han estado o están encarcelados varios presos de la organización terrorista ETA y de los GRAPO, algunos de los cuales han muerto en su interior. En 1990 el grupo de rock radical vasco Negu Gorriak dio su primer concierto en los alrededores de la cárcel, como acto integrante de una marcha de familiares de presos de ETA hasta la cárcel.
En esta cárcel también han estado recluidos presos célebres de este país, como José Bretón,El asesino de la Baraja, Emilio Muñoz (asesino de Anabel Segura),Juan Manuel Valentín Tejero, Miguel Ricart, Joaquín Ferrándiz Ventura, Miguel Carcaño, Antonio Ortiz (el pederasta de Ciudad Lineal), Tony Alexander King, Santiago del Valle, Sergio Morate,El Chicle, etc.